# Benediktinerinnen der Anbetung

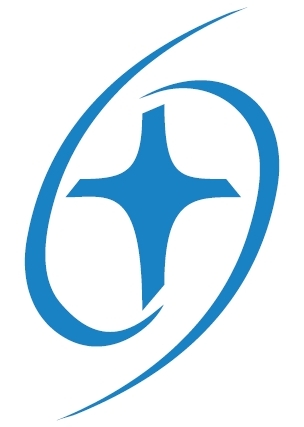
Das Logo der Kongregation

Die Benediktinerinnen der Anbetung sind eine Kongregation in der römisch-katholischen Kirche.

## Gründung und Bezeichnung
Die Kongregation wurde 1851 von Pfarrer Joseph Alois Faller in Bellemagny im Elsass gegründet. Als Schwesternkongregation mit einfachen Gelübden und ohne päpstliche Klausur nannten sie sich ursprünglich Schwestern der ewigen Anbetung. 1956 wurde die Kongregation der benediktinischen Konföderation angegliedert und dabei umbenannt in Anbetungsschwestern vom hl. Benedikt. 1973 wurde die deutsche Bezeichnung der Kongregation wiederum geändert in Benediktinerinnen der Anbetung; die französische lautet Bénédictines Adoratrices.
Nach der Vorstellung des Gründers sollen die Schwestern die ewige Anbetung pflegen, nach benediktinischer Spiritualität leben und sich der Jugenderziehung und karitativen Werken widmen.
Einen ähnlichen Namen tragen die aus einer französischen Gründung des 17. Jahrhunderts hervorgegangenen Benediktinerinnen vom Heiligsten Sakrament, die auch Benediktinerinnen von der ewigen Anbetung genannt werden. Die beiden Ordensgemeinschaften werden deshalb häufig verwechselt.

## Struktur
Gegenwärtig hat die internationale Kongregation drei Provinzen. Die Kongregation der Benediktinerinnen der Anbetung ist ein Institut bischöflichen Rechts. Generalpriorin ist seit 2009 Sr. Helene Binder OSB. Sie wurde auf dem Generalkapitel 2021 für eine dritte Amtszeit von sechs Jahren wiedergewählt.

### Französische Provinz

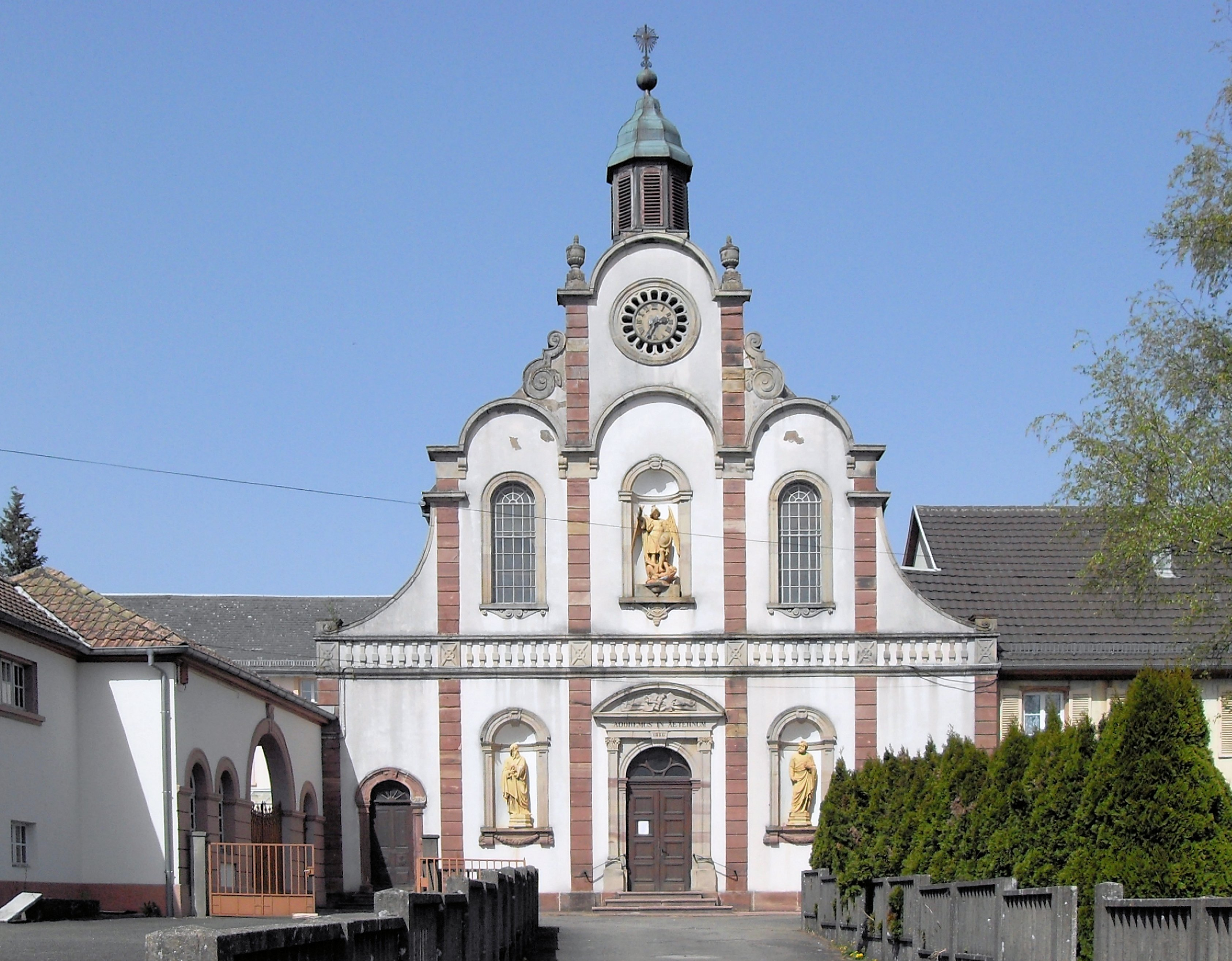
Kapelle des Gründungsklosters in Bellemagny

Die französische Provinz besteht aus dem Mutterhaus in Bellemagny und einer Niederlassung in Dijon. Das Kloster Bellemagny ist Pilgerherberge auf dem Jakobsweg nach Santiago de Compostela, außerdem wird dort ein Altenheim geführt. Die Gemeinschaft in Dijon betreibt ein Gästehaus für geistliche Einkehr.

### Österreichische Provinz

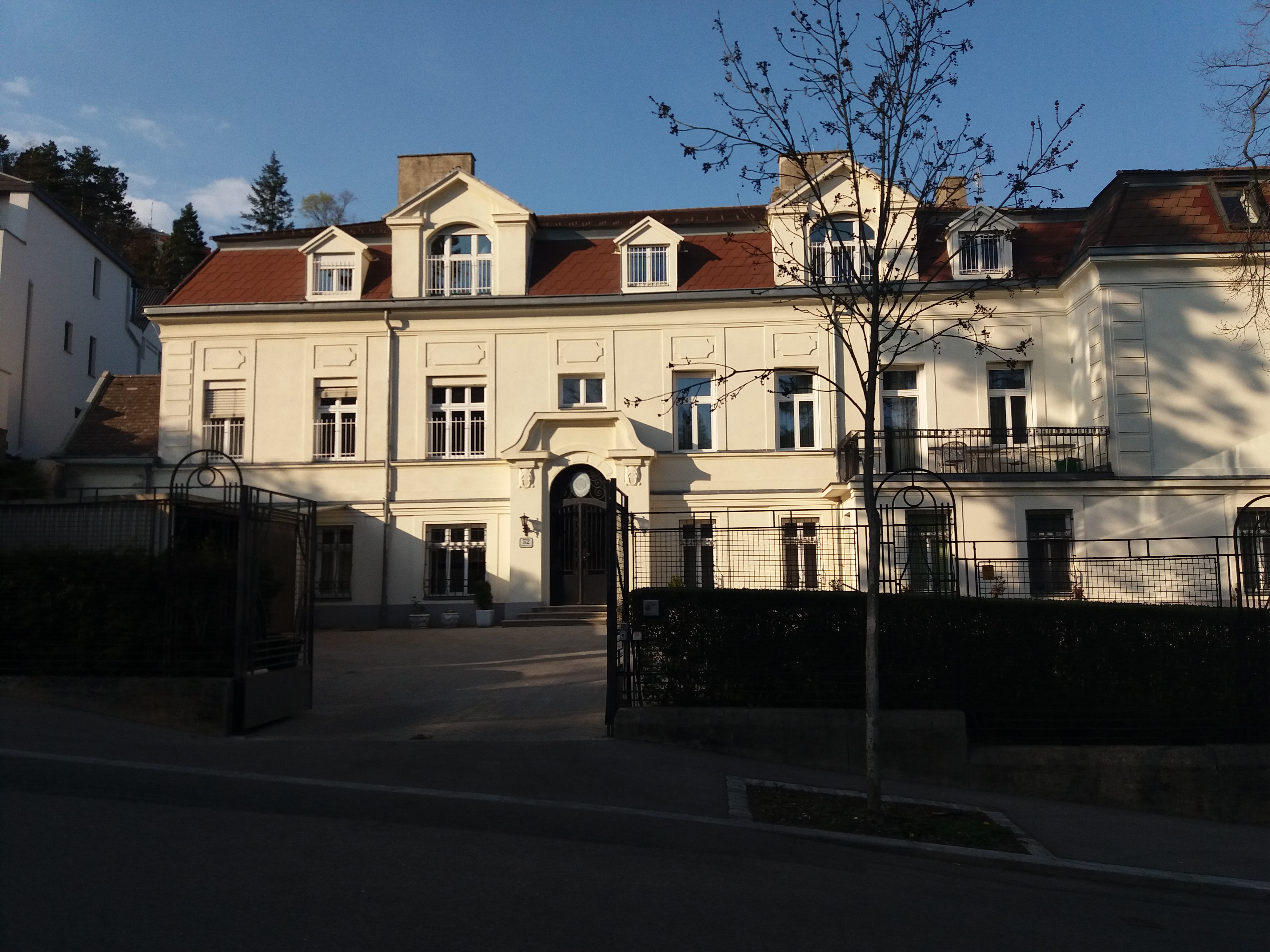
Kloster St. Benedikt in Wien

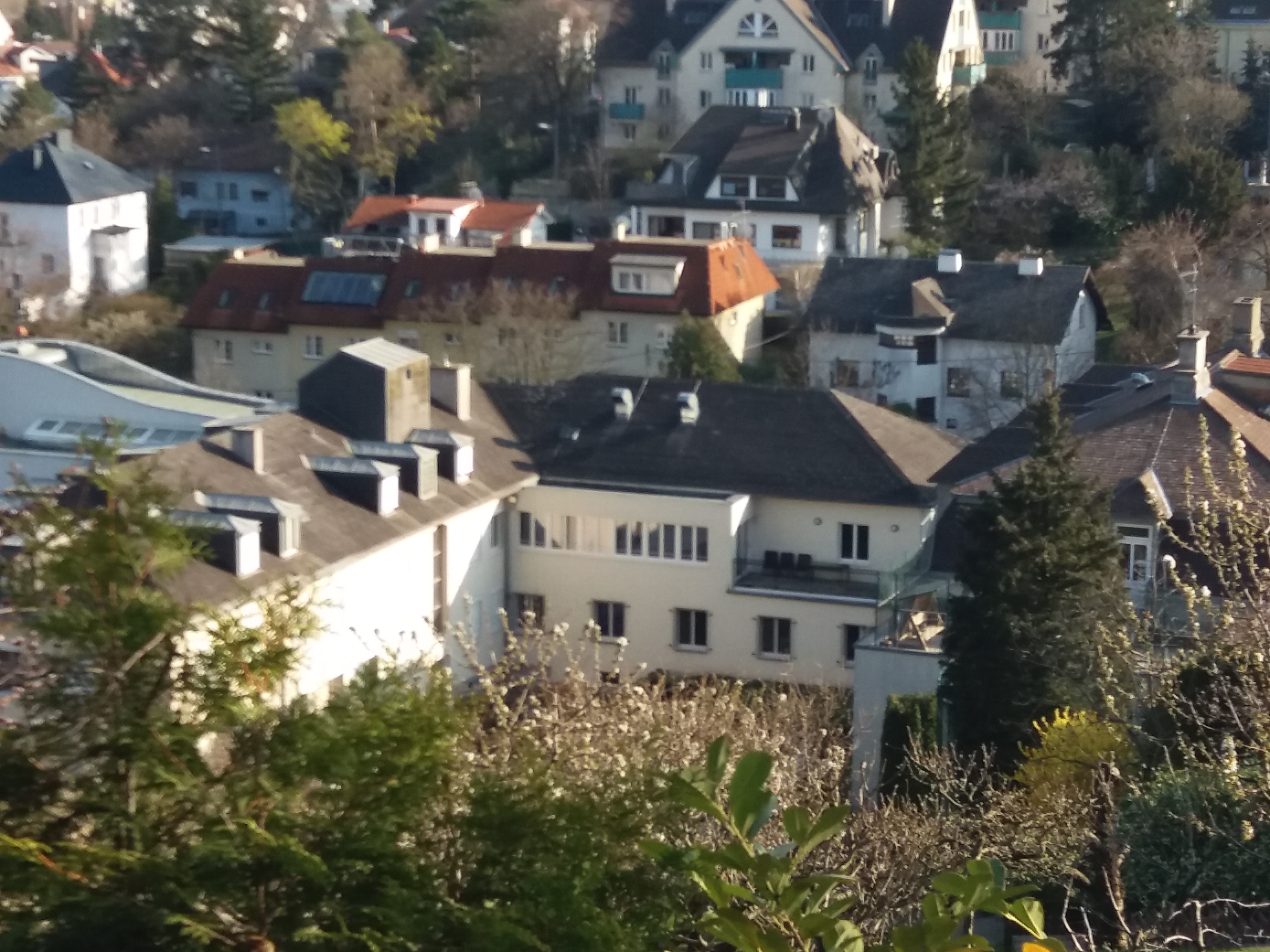
Kloster St. Benedikt in Wien, Blick vom Garten

Die österreichische Provinz unterhält zwei Niederlassungen in der Stadt Wien. In der einen werden Kinder und Jugendliche mit und ohne Behinderung betreut, die andere betreibt einen Kindergarten.
Priorin der Provinz ist seit 21. November 2014 Sr. Magdalena Niescioruk OSB. Sie wurde am 24. Juni 2020 für weitere sechs Jahre in ihrem Amt bestätigt.

### Bayerische Provinz
Die bayerische Provinz oder auch deutsche Provinz unterhält drei Häuser:
- Das Provinzmutterhaus in Neustift bei Vilshofen. Dort führen die Schwestern eine Mädchenrealschule, einen Kindergarten und das Gästehaus „Geistliche Zelle“.
- Die Heimvolksschule St. Maria in Fürstenzell, mit einer privaten Grund- und Mittelschule und einem Kindergarten.
- Das Alten- und Pflegeheim St. Benedikt in Passau (⊙).

Priorin der bayerischen Provinz ist seit dem 21. März 2009 Sr. Helene Binder OSB. Sie ist seit 26. August 2009 auch Generalpriorin der Kongregation.

## Niederlassungen der Kongregation im deutschsprachigen Raum
- Kloster St. Scholastika Neustift bei Ortenburg (seit 1922)
- Exerzitienhaus der Abtei Schweiklberg (seit 1920)
- Knabenerziehungsheim Eschelbach bei Pfaffenhofen (1922–1923)
- Priesterseminar St. Stephan in Passau (1922–2008)
- Apostolische Nuntiatur in München (1925–1937)
- Studienkonvikt der Benediktiner in Innsbruck (1932–1936)
- Herz-Jesu-Heim in Teublitz (1932–1993)
- Kinderheim in Haidmühle (1934–1946)
- Seminar St. Valentin in Passau (1934–2000)
- Bischöfliche Residenz in Passau (1936–1971)
- Knabenseminar St. Max in Passau (1939–1983)
- Christkönigskolleg in Passau-Bergfried (1940–1941 und 1955–1993)
- Maristenkloster Fürstenzell (1942–2002)
- Kindergarten und Nähschule in Passau–Auerbach (1947–1953)
- Kindergarten St. Alruna in Ortenburg (1952–1999)
- Kinderheim St. Josef in Teublitz (1956–1958)
- Seminar St. Altmann in Burghausen (1956–1990)
- Exerzitienhaus Passau–Mariahilf (1960–2006)